# Эмерсон, Роберт
Роберт Эмерсон (англ. Robert Emerson; 4 ноября 1903 — 4 февраля, 1959) — американский учёный, пионер в исследовании фотосинтеза. Первым показал, что растения имеют два фотосинтетических реакционных центра.

## Семья
Эмерсон родился в 1903 году в Нью-Йорке. Сын доктора Хэйвена Эмерсона, который возглавлял систему общественного здравоохранения Нью-Йорка, и Грэйс Пэрриш Эмерсон, сестры Максфилда Пэрриша. У Эмерсона был брат Джон Эмерсон, изобретатель аппарата искусственной вентиляции лёгких — железного лёгкого.
Эмерсон был женат на Клэр Гаррисон, у них родилось трое сыновей и дочь.

## Свидетельства современников
По внешнему виду и характеру Эмерсон был типичным представителем Новой Англии; высокий, худой, узколицый, самоотверженный, трудолюбивый, он ценил тяжелую работу и ожидал её от других. Он оказал большое влияние на своих коллег и студентов. Пацифист и верующий в демократический социализм, он всегда защищал слабых, работал с депортированными японцами, боролся с жилищной дискриминации, дружил со студентами из Африки и Индии. В экспериментальных исследованиях Эмерсон был перфекционистом. Он был умелым человеком и мог многое делать руками, в том числе знал мебельное дело и садоводство. Он объединял в себе гордость за хорошо проделанную работу и категорическое неприятие некачественной работы с большой скромностью и глубоким уважением к достижениям других.

## Карьера
Эмерсон получил степень магистра в 1929 году в Гарварде и защитил докторскую в университете Берлина, работая в лаборатории Отто Варбурга.
Томас Хант Морган предложил ему вступить в отдел биологии в Калифорнийском технологическом институте, где Эмерсон проработал с 1930 по 1937 год, а затем вернулся на ещё один год, с 1941 по 1945. Во время Второй Мировой, с 1942 по 1945 год, он вместе с японцами, депортированными с западного побережья, работал над производством каучука из кустарника гваюла для American Rubber Company.
В 1947 году он перевёлся на кафедру ботаники Иллинойсского университета где и проработал всю оставшуюся жизнь. Здесь он возглавил лабораторию по исследованию фотосинтеза, которая под его руководством вскоре стала одной из ведущих в своей области. В 1949 Эмерсон получил Награду Стивена Гейлса от Американского Общества Физиологов Растений, а в 1950 он был избран членом Национальной Академии Наук.

## Наука
Первым важным результатом Эмерсона стал подсчёт количественного соотношения молекул хлорофилла к молекулам кислорода, образуемого в процессе фотосинтеза. Эмерсон и Уильям Арнольд обнаружили, что «выход кислорода от каждой вспышки достигал максимума, уже тогда, когда всего 1 из 2500 хлорофиллов поглощал квант».
Позже, в 1939 году, Эмерсон показал, что для выделения одной молекулы кислорода необходимо от 8 до 12 квантов света. Результаты вызвали большую полемику, так как они опровергали предыдущие результаты Варбурга, который сообщил, что достаточно 4-х, затем 3-х, и наконец всего 2-х квантов. Этот спор окончательно разрешился уже после смерти обоих учёных, и теперь мы знаем, что Эмерсон был прав. Сейчас принято значение в 8—10 квантов.
В 1957 году Эмерсон опубликовал результаты, которые теперь известны как эффект Эмерсона. Он сообщил о повышении интенсивности фотосинтеза в хлоропластах при одновременном облучении светом с длиной волны 670 нм (красный свет) и 700 нм (дальний красный свет).
Позже было показано, что эти результаты были первой экспериментальной демонстрацией того, что растения имеют два фотосинтетических реакционных центра.

## Смерть
Эмерсон погиб в результате крушения самолёта American Airlines, рейс 320 в Нью-Йорке.